# Az ember családja

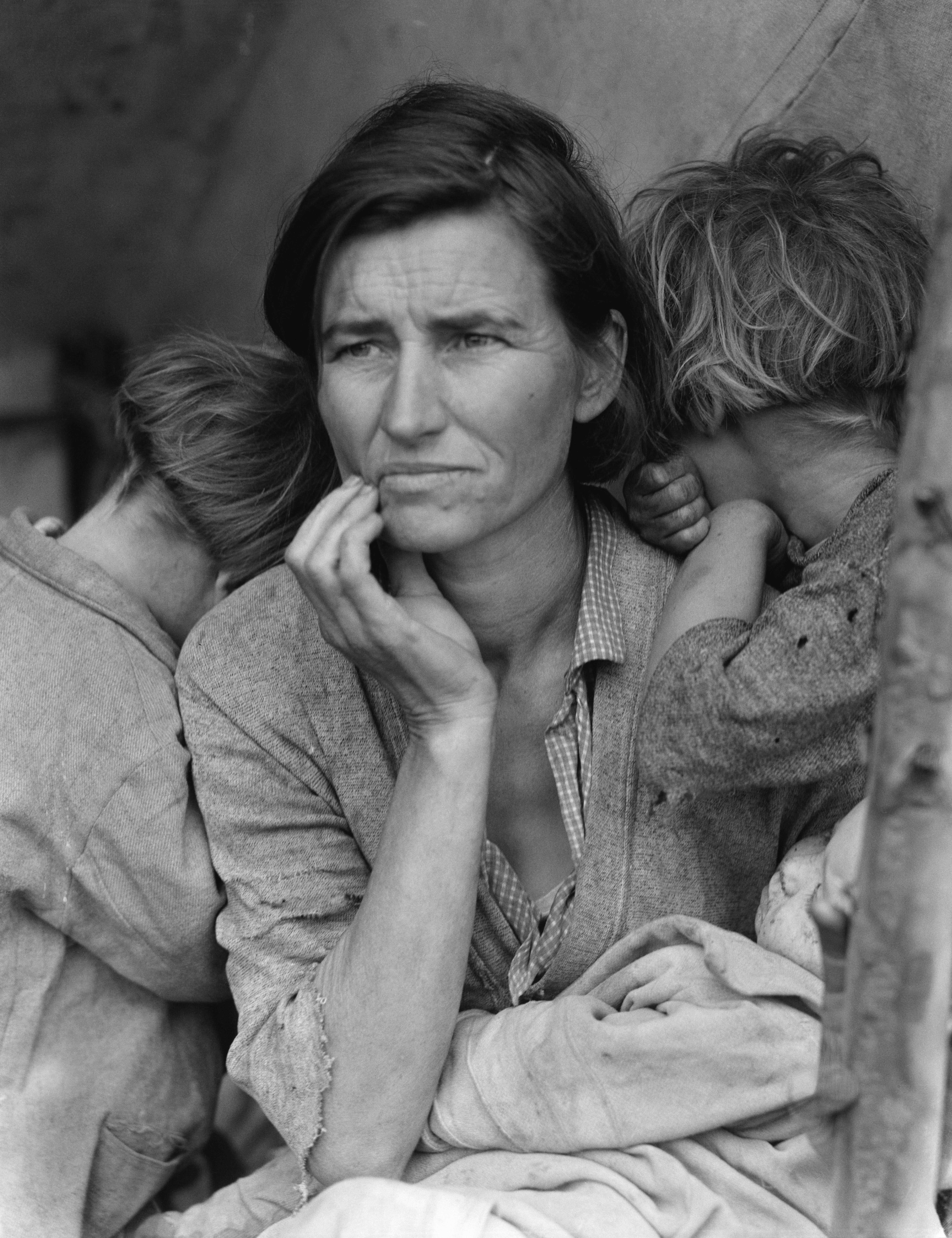
Dorothea Lange Hajléktalan anya, Nipomo, Kalifornia (1936) című felvétele is szerepelt a kiállításon

Az ember családja (The Family of Man) kulturális jelentőségű fotókiállítás, melyet első alkalommal 1955-ben a New York-i Modern Művészetek Múzeumában mutattak be. A rendezvény megálmodója és kurátora Edward Steichen amerikai fotográfus, a múzeum fotórészlegének vezetője volt. A kiállításnak ma a luxemburgi Clervaux-vár ad otthont.

## Története
Steichen a második világháború traumatikus hatását, a reménytelenséget és a bizonytalanságot látva érezte szükségét annak, hogy megpróbálja felhívni a figyelmet az emberiség értékeire. Elképzelése az volt, hogy a fényképek segítségével mutatja meg, hogy „az emberiség, szerte a világon egységes egészet alkot”. Steichen 1952-ben Európába utazott, hogy ötletéhez fotósokat keressen. 11 országban, köztük Franciaországban, Svájcban, Ausztriában és Németországban járt. Mintegy 300 fényképet európai fotóművészek munkái közül választott ki, melyeket első alkalommal 1953-ban a múzeum Post-War European Photography című kiállításán mutattak be. A kiállítás Az ember családja előfutára volt. A nyilvánossághoz is fordult, hogy küldjenek fényképeket tervezett kiállításához. A felhívásra közel 2,5 millió fénykép érkezett a világ 68 országából. Steichen tízezer képet talált alkalmasnak, ezekből válogatta össze 273 fotós 503 fotóját, melyek végül kiállításra kerültek. A kiválasztott képek között számos amatőr fényképe mellett, olyan híres fotósok munkáit találjuk mint Ansel Adams, Eugène Atget, Margaret Bourke-White, Bill Brandt, Werner Bischof, Brassaï, Robert Capa, Henri Cartier-Bresson, Robert Doisneau, Alfred Eisenstaedt, Elliott Erwitt, Andreas Feininger, Fritz Goro, Ernst Haas, Dorothea Lange, August Sander vagy William Eugene Smith. Steichen a fényképeket különböző témák (mint szerelem, család, gyermek, halál, szenvedés, munka stb.) köré gyűjtötte. Kerülte azokat a képeket, melyek határozott ideológiai, politikai üzenetet közvetítettek. Minden fotográfiát az eredetitől eltérő, a szerkesztés szempontjaihoz illeszkedő méretben és egységesen fekete-fehérben dolgoztatott ki. A kiállított művek címét és az alkotó nevét nem tüntette fel, mert a fényképekre szerette volna helyezni a hangsúlyt a fényképészek helyett.

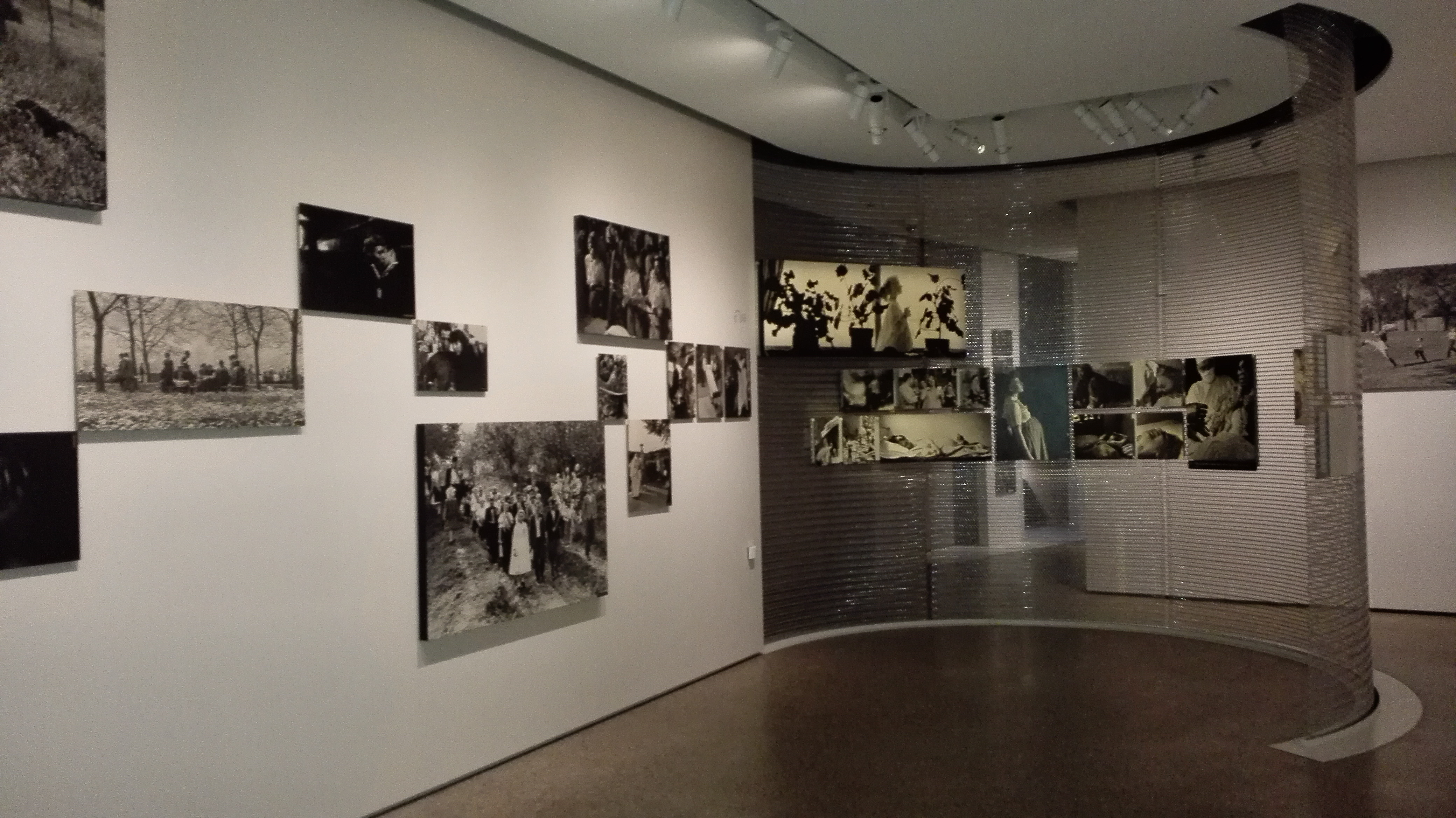
A kiállítás ma a Clervaux-várban

Az ember családját eredetileg egy időben több helyszínen is tervezték bemutatni, de a kiállítás 1955. január 24-én végül csak New Yorkban nyílt meg. Már az első héten nagy sikere volt, közel 35 ezren nézték meg. Február 22-én a látogatók száma elérte a 6 000-et, ami rekord volt a múzeum addigi történetében. A kiállítást, melyet május 8-ig lehetett megtekintetni összesen 270 ezren látták. Az ember családját a nagyközönség mellett a kritikusok is lelkesen fogadták. Jacob Deschin, a The New York Times képszerkesztője szerint Steichen nagyszabású vállalkozása inkább „szerkesztési bravúr, mint fotókiállítás”  volt. Barbara Morgan fényképész a kiállítás újszerűségét méltatta, úgy vélte, hogy Steichen egy „fényképes mozaikot” hozott létre. Egyes fotósok azonban nehezményezték Steichen szerkesztési elveit: nem értettek egyet azzal, hogy a fényképek szerző és cím nélkül, az eredetitől eltérő formátumban fekete-fehérben kerültek bemutatásra. Úgy vélték ezzel Steichen figyelmen kívül hagyta a fényképészek szerepét, tehetségét, melyek nélkül ezek a képek nem születtek volna meg. Míg mások szerint a kiállítás ideológiai üzeneteket hordoz és manipulálja az embereket. 
1955-ben azonos címmel egy albumot adtak ki, mely az összes kiállított fotográfiát tartalmazta. A kiadványt Jerry Mason szerkesztette, az előszót Carl Sandburg, míg a bevezetőt maga Steichen írta.  A fényképek kísérőszövegeit Dorothy Norman jegyezte. Az album nagy sikert aratott: több millió példányban kelt el, számos kiadást és utánnyomást ért meg.
A nagy érdeklődésre való tekintettel a kiállított fotókat New York után az Egyesült Államok több városában mutatták be, majd az 1960-as években 38 országban jutott el Az ember családja. A kiállítás sikere továbbra is töretlen volt: több mint 9 millióan tekintették meg a felvételeket. Az utolsó helyszín Steichen szülőhazája, Luxemburg volt, ahová a fotók 1964-ben érkeztek meg. Steichen 1966-ban utazott Luxemburgba. Úgy vélte, hogy itt lehetne a végső, állandó otthona Az ember családja fotóinak. 1974-ben a Clervaux városában lévő kastélyban a felvételek egy részéből rendeztek kiállítást, ahol mintegy tizenöt évig voltak láthatóak. Az évtizedes utazás azonban megviselte a fotókat, ezért 1989-ben az összes felvételt restaurálás céljából Párizsba szállították. Két évvel később Toulouse-ban, Tokióban és Hirosimában mutatták be a felújított felvételeket. Időközben a clervaux-i kastélyban múzeumot rendeztek be a képeknek, ahol 1994 óta állandó kiállításként tekinthető meg a világ emlékezete programba kulturális jelentősége miatt 2003-ban beválasztott eredeti kiállítás anyaga.

## Fotográfusok

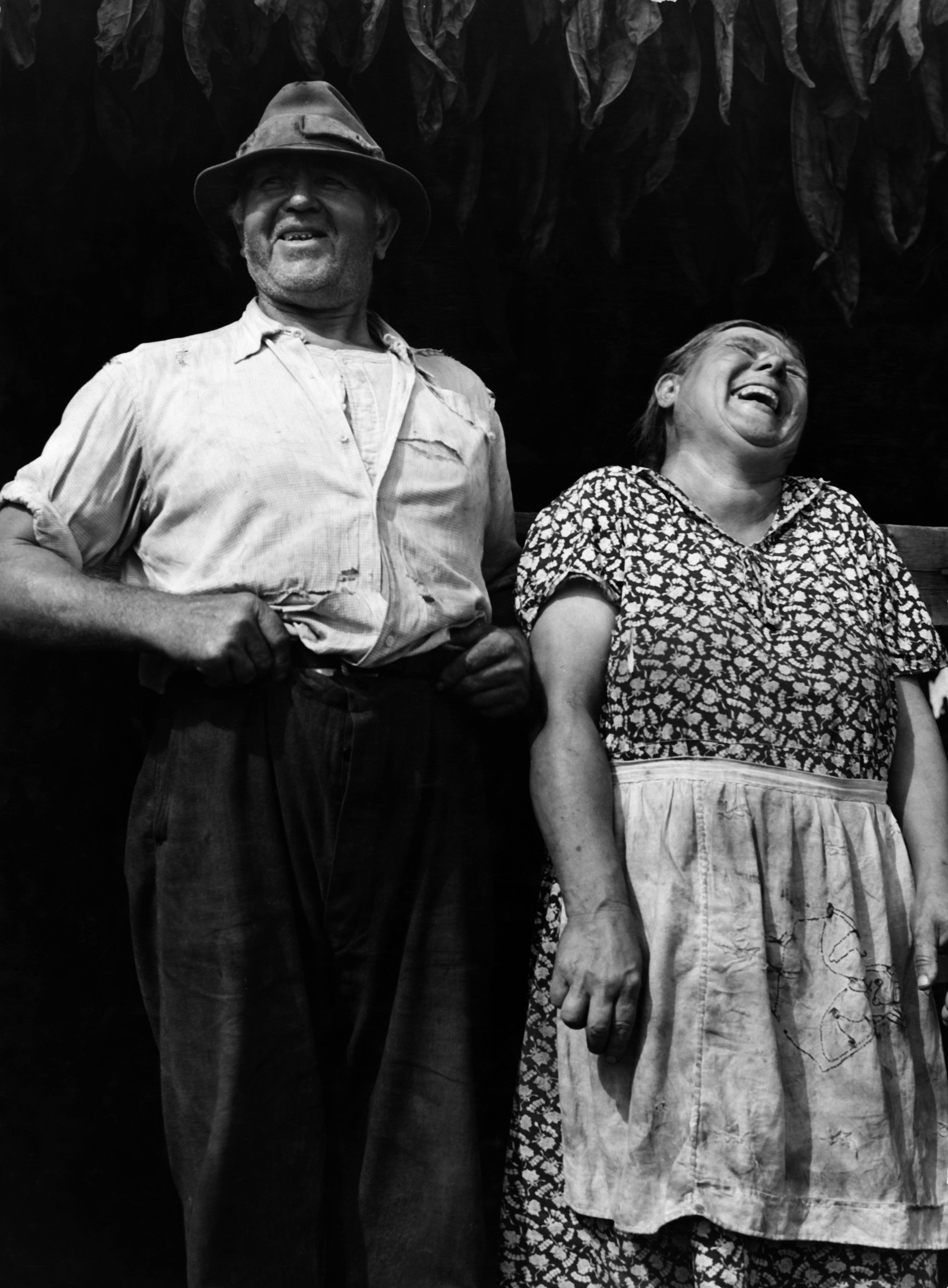
Jack Delano: Dohánytermelők Windsor Locks közelében, Conn. (1940)

A kiállításon bemutatott felvételeket az alábbi fotográfusok készítették:
- Ansel Adams (USA)
- Erich Andres (Németország)
- Emmy Andriesse (Hollandia)
- Diane és Allan Arbus (U.S.A., Vogue)
- Eve Arnold (Magnum)
- Richard Avedon (USA)
- Ruth-Marion Baruch (USA)
- Hugh Bell (USA)
- Wermund Bendtsen (Denmark)
- Paul Berg (USA, St Louis Post-Despatch)
- Lou Bernstein (USA)
- John Bertolino (Olaszország/USA)
- Eva Besnyö (Hollandia)
- Werner Bischof
- Maria Bordy (Russia, UN)
- Édouard Boubat (Franciaország)
- Margaret Bourke-White (USA)
- Mathew Brady (USA)
- Bill Brandt (UK)
- Brassaï (Franciaország)
- Manuel Álvarez Bravo (Mexikó)
- Josef Breitenbach (Brackman Associates) (Németország, USA)
- David Brooks (Kanada)
- Reva Brooks (Kanada)
- Ernst Brunner (Svájc)
- Esther Bubley (USA)
- Wynn Bullock (USA)
- Shirley Burden (USA)
- Rudolf Busler (Németország)
- Harry Callahan (USA)
- Cornell Capa (USA)
- Robert Capa
- Robert Carrington
- Lewis Carrol (UK)
- Henri Cartier-Bresson (Franciaország)
- Ted Castle (USA)
- Marcos Chamudes (Chile)
- Ed Clark (USA)
- Hermann Claasen (Németország)
- Jerry Cooke (USA)
- Roy DeCarava (USA)
- Loomis Dean (USA)
- Jack Delano (USA)
- Nick De Morgoli
- J. De Pietro
- R. Diament (Szovjetunió)
- Robert Doisneau (Franciaország)
- Nell Dorr (USA)
- Nora Dumas (French)
- David Douglas Duncan (USA)
- Alfred Eisenstaedt (USA)
- Elliott Erwitt (USA)
- J.R. Eyerman (USA)
- Sam Falk (USA)
- Nat Farbman (USA)
- Eleanor Fast
- Louis Faurer (USA)
- Ed Feingersh (USA)
- Andreas Feininger (USA)
- Vito Fiorenza (Italy)
- Leopold Fisher (Ausztria)
- John Florea (USA)
- Robert Frank (USA)
- Toni Frissell (USA)
- Unosuke Gamou (Japán)
- William Garnett (USA)
- Herbert Gehr (USA)
- Edmund Bert Gerard
- Guy Gillette
- Burt Glinn (USA)
- Fritz Goro (USA)
- Allan Grant (USA)
- Farrell Grehan (USA)
- Rene Groebli (Svájc)
- Mildred Grossman (USA)
- Rapho Guilumette (Agency, Franciaország)
- Karl W. Gullers (Svédország)
- Ernst Haas (USA)
- Peter W. Haberlin
- Hideo Haga (Japán)
- Otto Hagel (USA)
- Robert Halmi
- Hiroshi Hamaya (Japán)
- Caroline Hammarskiold
- Hans Hammerskiold (Svédország)
- Hella Hammid (USA)
- Chien Hao (Kína)
- Willie Huttig
- Yasohiro Ishimoto (Japán)
- Izis (Franciaország)
- Fenno Jacobs (USA)
- Raymond Jacobs (USA)
- Ronny Jacques (Kanada)
- Bob Jakobsen (USA)
- Nico Jesse (Hollandia)
- Constatin Joffe
- Carter Jones
- Henk Jonker
- Victor Jorgensen (USA)
- Clemens Kalisher (USA)
- Simpson Kalisher (USA)
- Consuelo Kanaga (USA)
- Dmitri Kessel (USA)
- Keystone Press (Agency, USA)
- Ihei Kimura (Japán)
- Martha Kitchen (USA)
- N. Kolli (USSR)
- Torkel Korling (USA)
- Koslovsky (USSR)
- Ewing Krainin
- Herman Kreider
- Walter B. Lane
- Dorothea Lange (USA)
- Harry Lapow (USA
- Lisa Larsen (USA)
- Alma Lavenson ((USA)
- Arthur Lavine (USA)
- Russell Lee (USA)
- Nina Leen
- Laurence Le Guay (Australia)
- Henri Leighton
- Arthur Leipzig
- Charles Leirens
- Gita Lens
- Leon Levinstein
- Helen Levitt
- Margery Lewis
- Sol Libsohn
- David Linton
- Herbert List
- Jacob Lofman
- G.H. Metcalf
- Gjon Mili
- Frank Miller
- Joan Miller
- Lee Miller
- Wayne Miller
- May Mirin
- Lisette Model
- Peter Moesehlin
- David Moore (Ausztrália)
- Barbara Morgan
- Hedda Morrison
- Ralph Morse
- Robert Mottar
- Carl Mydans
- Dave Myers
- Fritz Neugass
- Lennart Nilsson (Svédország)
- Pal-Nils Nillson
- Emil Obrovsky
- Okamoto
- Cas Oorthuys
- Ruth Orkin
- Don Ornitz
- Eiju Otaki
- Homer Page
- Marion Palfi
- Gordon Parks
- Rondal Partridge
- Irving Penn
- Carl Perutz
- John Phillips
- Leonti Planskoy
- Raphael Platnick
- Fred Plaut
- Rudolf Pollak
- Gottfried Rainer
- Daniel J. Ransohof
- W.C. Rauhauser
- Satyajit Ray
- Anna Riwkin-Brick
- George Rodger
- Willy Ronis
- Annelise Rosenberg
- Hannes Rosenberg
- Sanford Roth
- Éric Schwab
- Bob Schwalberg
- Kurt Severin
- David Seymour
- Ben Shahn
- Musya S. Sheeler
- Li Shu
- George Silk
- Bradley Smith
- Ian Smith
- W. Eugene Smith
- Howard Sochurek
- Peter Stackpole
- Alfred Statler
- Gitel Steed
- Edward Steichen
- Steinheimer
- Ezra Stoller
- Lou Stoumen
- George Strock
- Constance Stuart
- E. Sved
- Suzanne Szasz
- Yoshisuke Terao
- Gustavo Thorlichen
- Charles Trieschmann
- Francois Tuefferd
- Jakob Tuggener
- Allan Turoff
- Doris Ulmann
- A. Uzlyan
- Ed van der Elsken
- William Vandivert
- Pierre Verger
- Ike Vern
- Vero
- Roman Vishniac
- Carmel Vitullo
- Edward Wallowitch
- Sabine Weiss
- Arthur Witman
- Jasper Wood
- Yosuke Yamahata
- Shizuo Yamamato